# Maglen Marín
Maglen Marín Rodríguez es una abogada venezolana que se ha desempeñado como fiscal provisional en el estado Anzoátegui. Marín fue detenida y procesada el 3 de agosto de 2024 por negarse a procesar a cuatro manifestantes imputados, entre otros cargos, de «terrorismo».

## Detención
Para 2024, Maglen Marín se desempeñaba como fiscal provisoria en la Fiscalía Sexta de la Circunscripción Judicial del estado Anzoátegui. El 3 de agosto del mismo año fue arrestada por negarse a procesar a cuatro manifestantes en el estado a quienes se les había imputado los cargos de «terrorismo, financiamiento al terrorismo, incitación al odio y asociación para delinquir». El fiscal general designado por la Asamblea Nacional Constituyente, Tarek William Saab, anunció la imputación del cargo de «retraso u omisión intencional de funciones» contra ella.